# Frank R. Paul

Capa da Amazing Stories, Volume 3, número 5, Agosto de 1928, A capa ilustra The Skylark of Space de E. E. Smith.

Frank Rudolph Paul (18 de Abril de 1884, Viena — 29 de Junho de 1963, Teaneck, Nova Jérsei) foi um ilustrador de pulps de ficção científica, particularmente da Amazing Stories. Descoberto por Hugo Gernsback (ele mesmo um imigrante, vindo de Luxemburgo), Frank R. Paul foi de grande influência na definição do tipo de arte utilizado tanto nas capas quanto no interior das publicações de FC da década de 1920.